# Скопски конгрес на ВМРО (1924)
Скопският конгрес е конгрес на Скопския революционен окръг на Вътрешната македонска революционна организация, провел се на 21 - 23 септември 1924 година най-вероятно в свободната Пиринска Македония, България. Конгресът вероятно е проведен на едно и също място с последвалия на 23 - 24 септември Солунски конгрес, тъй като и на двата присъстват членът на Централния комитет Александър Протогеров и секретарят Иван Михайлов.
Конгресът е проведен след убийството на безспорния водач на организацията Тодор Александров на 31 август и отразява опитите на новите лидери да овладеят организацията. Конгресът е четвъртият от серията окръжни конгреси, предшестващи общия Шести конгрес на ВМРО в 1925 година след Битолския, Струмишкия и Серския.

## Делегати
| - Щипска околия - Иван Янев Бърльо - Цанко Нушев - Иван Михайлов Брезов - Христо Янев Рогунков - Герасим Янев | - Кумановска околия - Петър Попбожинов - Кръстю Лазаров - Ангел Димитров          | - Царевоселска околия - Дончо Христов - Никола Атанасов - Евтим Ташов Полски - Иван Караджов |
| - Скопска околия - Величко Велянов - Петър Станчев - Наце Гичев - Кирил Стефанов - Трайко Паланкалиев         | - Кочанска околия - Панчо Михайлов - Димитър Наков - Рахо Бератски - Трифон Савев | - Паланечка околия - Мито Блатцалията - Стоян Върбенов - Йордан Гюрков                       |
| - Кратовска околия - Мите Опилски - Михаил Монев - Зао Велков - Стоян Леков                                   | - Велешка околия - Геошо Чолаков - Илия Чашкаров - Траян Кръстев - Андрей Стоянов | - Тетовско-Гостиварска околия - няма делегати - Член на ЦК - Александър Протогеров           |

За председател на конгреса е избран Кръстю Лазаров, за подпредседател Ангел Димитров, а за секретар - Петър Станчев.

## Решения
Конгресът прави следните избори:
| - Членове на Окръжния комитет - Действителни членове - Кръстю Лазаров - Иван Бърльо - Иван Михайлов - Мите Опилски - Евтим Полски - Запасни членове - Йордан Гюрков - Стефан Петков – Сиркето - Стоян Върбенов | - Делегати за Общия конгрес - Редовни делегати - Кръстю Лазаров - Иван Бърльо - Иван Михайлов - Ангел Димитров - Мите Опилски - Евтим Полски - Стоян Върбенов - Величко Велянов - - Запасни делегати - Петър Станчев - Зао Велков - Гьоро Люботенски |